# Glafira (nome)
Glafira  è un nome proprio di persona italiano femminile.

## Varianti in altre lingue
- Bielorusso: Глафіра (Hlafira)
- Bulgaro: Глафира (Glafira)
- Catalano: Glàfira[3]
- Greco antico: Γλαφύρα (Glaphyra)
- Latino: Glaphyra[1]
- Polacco: Glafira
- Portoghese: Glafira
- Russo: Глафира (Glafira)
- Spagnolo: Glafira[3]

## Origine e diffusione
Deriva dall'antico nome greco Γλαφύρα (Glaphyra), tratto dall'aggettivo γλαφυρός (glaphyros, "elegante", "fine") o dal sostantivo correlato γλαφυρια (glaphyria, "eleganza"). La sua diffusione in Italia è scarsissima, ed è ricordato prevalentemente per l'unica santa così chiamata, il cui culto è peraltro più forte nell'Oriente cristiano.

## Onomastico
L'onomastico ricorre il 13 gennaio in memoria di santa Glafira, una serva di Flavia Giulia Costanza, uccisa per essere scappata per preservare la propria verginità.

## Persone

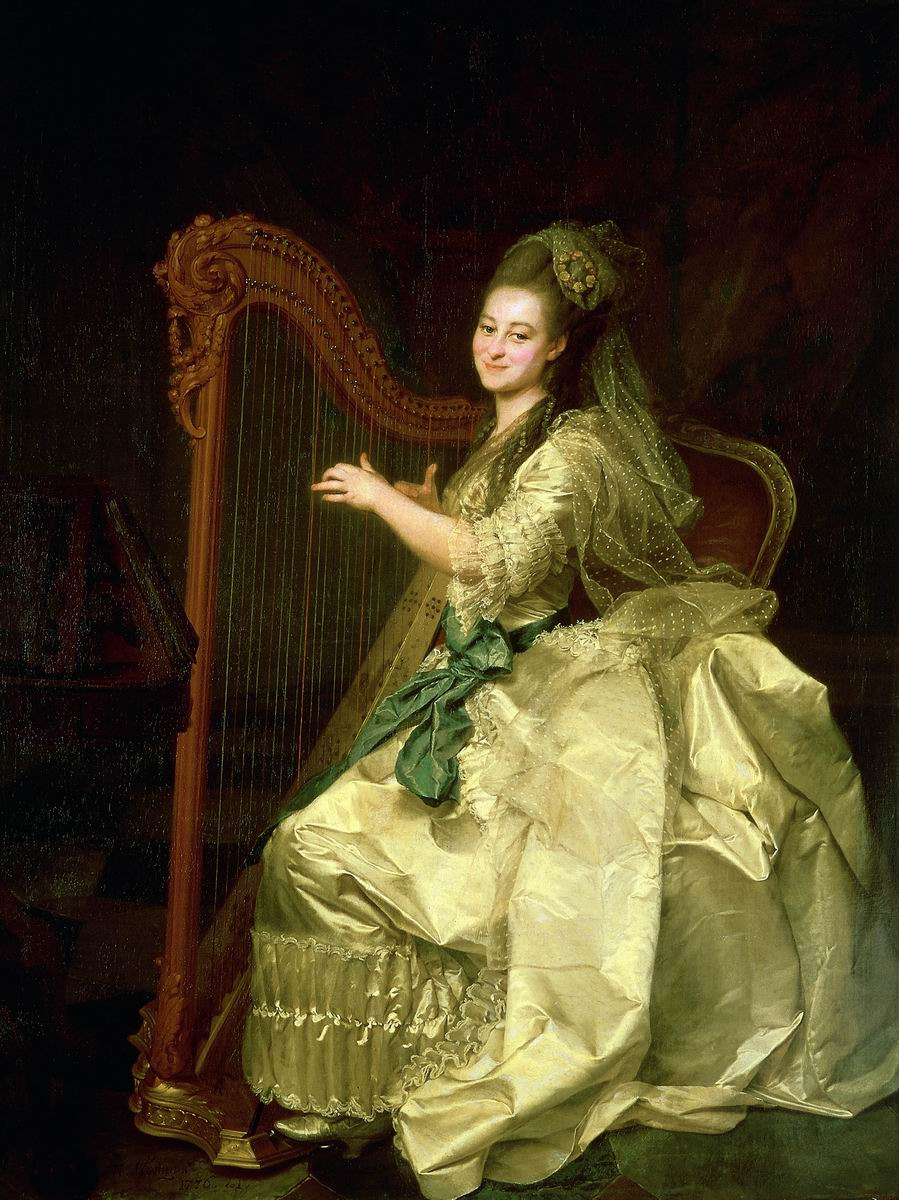
Glafira Ivanovna Alymova

- Glafira, principessa anatolica, moglie di Erode Archelao
- Glafira, etera greca antica
- Glafira Ivanovna Alymova, nobildonna russa

### Variante Hlafira
- Hlafira Marcinovič, ginnasta bielorussa